# Jürgen Hambrecht

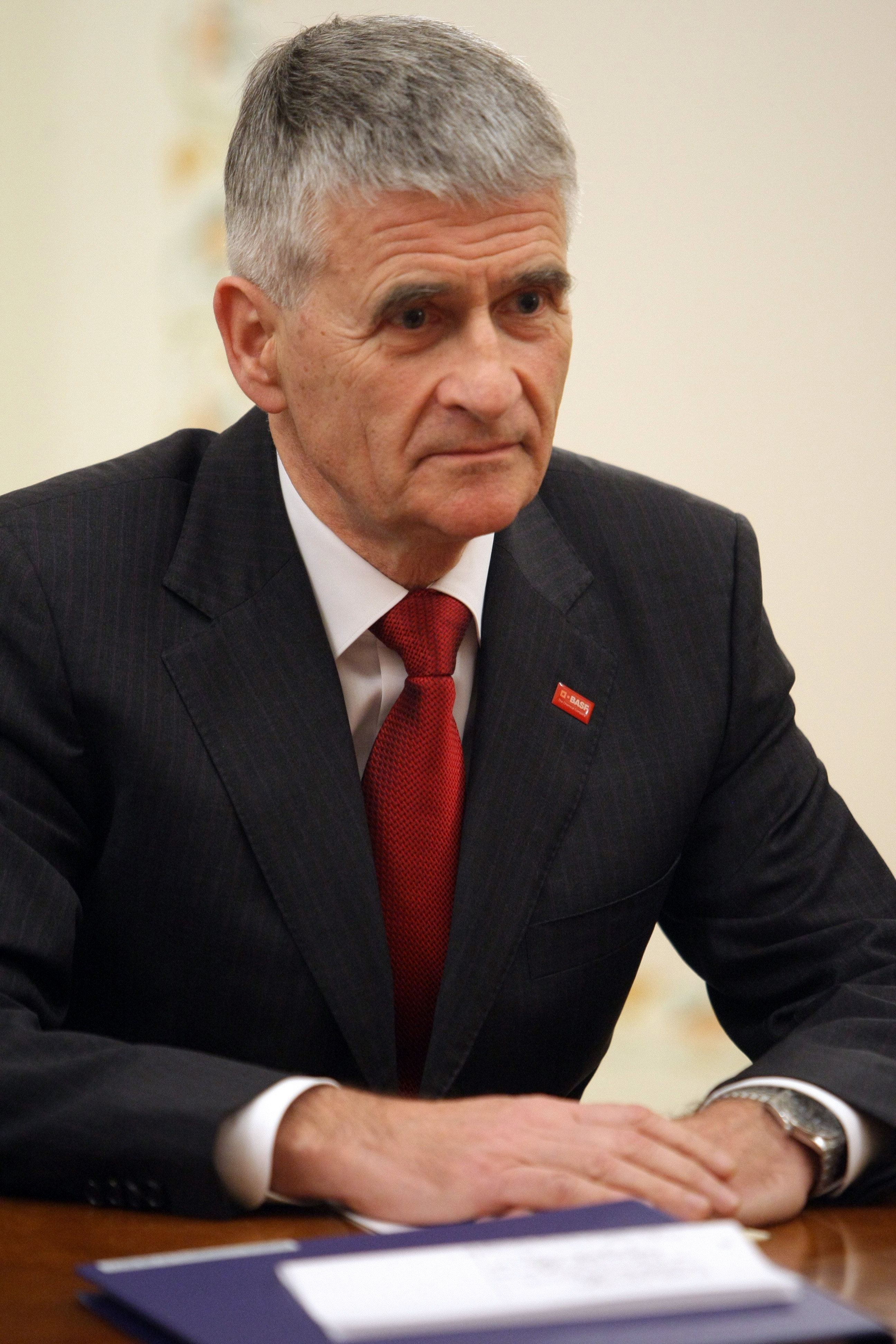

Dr. Jürgen Hambrecht (Reutlingen, 20 de agosto de 1946) é desde 2003 o CEO da BASF AG. Em novembro de 2005 foi agraciado com o título de Manager des Jahres (Administrador do Ano) na Alemanha.